# USS Hopewell (DD-181)
«Хоупвелл» (англ. USS Hopewell (DD-181) — військовий корабель, ескадрений міноносець типу «Вікс» військово-морських сил США і Королівських флотів Великої Британії та Норвегії за часів Другої світової війни.
«Хоупвелл» був закладений 19 січня 1918 року на верфі Newport News Shipbuilding у Ньюпорт-Ньюсі, де 8 червня 1918 року корабель був спущений на воду. 22 березня 1919 року він увійшов до складу ВМС США.

## Історія служби
У квітні 1919 року «Хоупвелл» приєднався до 3-ї ескадри есмінців, що діяла поблизу берегів Нової Англії, а в травні взяв участь в успішному трансатлантичному польоті літаючого човна ВМС Curtiss NC-4, діючи в лінії есмінців, що позначали маршрут. Взимку 1919-20 рр. брав участь у навчаннях Атлантичного флоту у Карибському басейні. 17 липня 1922 року знятий з експлуатації у Філадельфії та переведений до резерву флоту.
17 червня 1940 року «Хоупвелл» повернули до строю та визначили до складу Нейтрального патруля. 23 вересня 1940 року «Хоупвелл» передали Великій Британії у відповідності до Угоди «есмінці в обмін на бази», який увійшов до складу сил Королівського флоту Великої Британії як «Бат» (I17).
9 квітня 1941 року переданий до складу Королівського флоту Норвегії. 19 серпня 1941 року був потопленим німецьким підводним човном U-204 під час супроводу конвою OG 71, що прямував до Гібралтару. Норвезький есмінець уразили в районі машинного відділення з правого борту двома торпедами, в результаті чого він затонув за три хвилини. Коли вона тонув, два його глибинних заряди вибухнули, внаслідок чого частина екіпажу загинула вже у воді. Зі 128 членів екіпажу лише 42 були врятовані британськими кораблями «Гортензія» і «Вандерер», але двоє з них згодом померли на борту «Гортензії».